# BH Tennis Open International Cup 2005
Il BH Tennis Open International Cup 2005 è stato un torneo di tennis facente parte della categoria ATP Challenger Series nell'ambito dell'ATP Challenger Series 2005. Il torneo si è giocato a Belo Horizonte in Brasile dal 1º all'8 agosto 2005 su campi in cemento.

## Vincitori

### Singolare
John-Paul Fruttero ha battuto in finale  Kristian Pless con il punteggio di 7–6(4), 7–6(6)

### Doppio
Lesley Joseph /  Aleksandar Vlaski hanno battuto in finale  Juan Martín del Potro /  Máximo González con il punteggio di 7–6(8), 6–4